# Список китайских энциклопедий
В этом списке представлен неполный перечень энциклопедии и лэй шу (類書), опубликованных в Китае с древности до наших времени.

## Династия Чжоу
- «Вёсны и осени» (кит. упр. 春秋)

## Династия Хань
- «Исторические записки» (кит. упр. 史记)
- «Мудрецы из Хуайнани» (кит. упр. 淮南子)

## Династия Тан
- «Классифицированное собрание текстов» (кит. упр. 欧阳询撰. 艺文类聚)

## Династия Сун
- «Императорское обозрение годов Тайпин» (кит. упр. 太平御览)
- «Исходное/магическое отражение» (кит. упр. 册府元龟)

## Династия Мин
- «Собрание  иллюстраций к небу, земле и человеку» (кит. упр. 三才图会)
- «Энциклопедия Юнлэ» (кит. упр. 永樂大典)
- «Использование сил природы» (кит. упр. 天工开物)
- «Записки о вооружении и военном снаряжении» (кит. упр. 武备志)
- «Энциклопедии об управлении земледелием» (кит. упр. 农政全书)

## Империя Цин
- «Полное собрание книг древности и современности» (кит. упр. 古今图书集成)
- «Полное собрание книг по четырём разделам» (кит. упр. 四库全书)

## КНР
- «Словарь по истории китайской культуры» (кит. упр. 中国文化史词典) (1987)
- «Энциклопедия нового Китая» (англ. Encyclopedia of New China)
- «Хронологический справочник по китайской культуре» (кит. упр. 中国文化史年表) (1949)
- «Китайская энциклопедия» (кит. упр. 中华百科全书)
- «Большая китайская энциклопедия» (кит. упр. 中国大百科全书)
- «Китайская энциклопедия для образования взрослых» (кит. упр. 中国成人教育百科全书)

### Сетевые
- «Китайская Википедия» (кит. упр. 中文维基百科) (2002)
- «Худун» (кит. упр. 快懂百科) (2005)
- «Энциклопедия Байду» (кит. упр. 百度百科) (2006)
- «Энциклопедия 360» (кит. упр. 360百科) (2013)
- «Энциклопедия Согоу» (кит. упр. 搜狗百科) (2013)
- «Энциклопедия от экспертов» (кит. упр. MBA智库百科)
- «Тайванская энциклопедия» (кит. трад. 臺灣大百科全書)
- «Энциклопедия „Девушек Мои“» (кит. упр. 萌娘百科)
- «Бейсбол Вики» (кит. трад. 台灣棒球維基館)
- «Китаеязычная энциклопедия» (кит. трад. 中文百科)

### Переводы
На китайский уже переведён ряд советских, российских и зарубежных энциклопедий, включая:
- «Большая советская энциклопедия» (1953–1955 гг. издания в Китае)
- «Строительство. Энциклопедия современной техники» (1983)
- «Философская энциклопедия»  (1984)
- «Советская  военная  энциклопедия»  (1986)
- «Советский энциклопедический словарь» (1986)
- «Советская историческая энциклопедия» (1992)
- «Британская энциклопедия» (кит. упр.  不列颠百科全书 国际中文版) (2012)
- «Духовная культура Китая» (кит. упр. 中国精神文化大典) (2016)